# Kategorizace prací
Kategorizaci prací musí provádět každý zaměstnavatel, který zaměstnává alespoň jednoho zaměstnance. Tato povinnost mu vyplývá z ustanovení § 37 zákona č. 258/2000 Sb., o ochraně veřejného zdraví, ve znění pozdějších předpisů.

## Smysl zařazení prací do kategorií
Hlavním smyslem kategorizace prací je stanovení míry rizika u vykonávaných prací z hlediska ochrany zdraví při práci a přijetí potřebných opatření k snížení míry rizika. Kategorizace prací také slouží k diferenciaci povinností k zajištění ochrany zdraví při práci stanovených zaměstnavateli právními předpisy. Podle současného návrhu důchodové reformy by výsledky kategorizace prací měly sloužit i k stanovení možnosti zaměstnance odejít o několik let dříve do starobního důchodu. Naopak kategorizace prací neslouží k stanovení příplatku za práci ve ztíženém pracovním prostředí („rizikový příplatek“) a k stanovení nároku na dodatkovou dovolenou.

## Kategorie
Vykonávané práce se podle míry rizika zařazují do čtyř kategorií. První kategorie je s nejnižší mírou rizika, čtvrtá s nejvyšší. Práce zařazené do třetí a čtvrté kategorie jsou považovány za práce rizikové. Za práci rizikovou může být považována i práce zařazená do druhé kategorie, pokud tak o ní rozhodl orgán ochrany veřejného zdraví (hygienická stanice) nebo tak stanovil zvláštní právní předpis (atomový zákon).
Předpisy rozlišují práce takto:

### Práce kategorie první
Práce kategorie 1 jsou práce, při nichž podle současného poznání není pravděpodobný nepříznivý vliv na zdraví.

### Práce kategorie druhé
Práce kategorie 2 jsou práce, při nichž lze podle současné úrovně poznání očekávat jejich nepříznivý vliv na zdraví jen výjimečně, zejména u vnímavých jedinců, tedy práce, při nichž nejsou překračovány hygienické limity faktorů stanovené předpisy, a práce naplňující další kritéria pro jejich zařazení do kategorie druhé podle přílohy č. 1, vyhlášky č. 432/2003 Sb.

### Práce kategorie třetí
Práce kategorie 3 jsou práce, při nichž jsou překračovány hygienické limity, a práce naplňující další kritéria pro zařazení práce do kategorie třetí podle přílohy č. 1, vyhlášky č. 432/2003 Sb., přičemž expozice fyzických osob, které práce vykonávají, není spolehlivě snížena technickými opatřeními pod úroveň těchto limitů, a pro zajištění ochrany zdraví osob je proto nezbytné využívat osobní ochranné pracovní prostředky, organizační a jiná ochranná opatření, a dále práce, při nichž se vyskytují opakovaně nemoci z povolání nebo statisticky významně častěji nemoci, jež lze pokládat podle současné úrovně poznání za nemoci související s prací.

### Práce kategorie čtvrté
Práce kategorie 4 jsou práce, při nichž je vysoké riziko ohrožení zdraví, které nelze zcela vyloučit ani při používání dostupných a použitelných ochranných opatření.

## Rizikové faktory
Do výše uvedených kategorií, se práce zařazují z hlediska zhodnocení 13 rizikových faktorů. Jsou jimi:
1. prach;
2. chemické látky a směsi;
3. hluk;
4. vibrace;
5. neionizující záření (zařízení, které je zdrojem neionizujícího záření, včetně laserů);
6. fyzická zátěž;
7. pracovní poloha (podmíněně přijatelné a nepřijatelné polohy);
8. zátěž teplem (v charakteristické směně vyšší než právním předpisem povolená teplota);
9. zátěž chladem (chladírny a teploty nižší než 4 °C);
10. psychická zátěž (vnucené pracovní tempo, práce spojená s monotonií, vykonávaná v třísměnném a nepřetržitém pracovním režimu, pouze v noční době, vše po dobu delší než čtyři hodiny za směnu);
11. zraková zátěž (po dobu delší než čtyři hodiny nepřetržitého monitorování činnosti zařízení, rozlišování detailů, zvláštní světelné podmínky);
12. práce s biologickými činiteli (stanovenými právním předpisem);
13. práce ve zvýšeném tlaku vzduchu (zvýšený tlak vzduchu, práce pod hladinou).

### Měření rizikových faktorů pro účely kategorizace
Měření a vyšetření pro účely zařazení prací do druhé, třetí nebo čtvrté kategorie nebo změn zařazení prací do těchto kategorií, která jsou potřebná k hodnocení rizik, může zaměstnavatel provést jen prostřednictvím držitele osvědčení o akreditaci nebo držitele autorizace k příslušným měřením nebo vyšetřením, je-li pro obor měření nebo vyšetřování autorizace nebo akreditace právními předpisy upravena, pokud není sám takto kvalifikovaný.

## Postup zaměstnavatele při kategorizaci
O zařazení prací do třetí nebo čtvrté kategorie rozhoduje příslušný orgán ochrany veřejného zdraví.
Návrh na zařazení prací do kategorií předkládá osoba, která zaměstnává fyzické osoby v pracovněprávních nebo obdobných pracovních vztazích (dále jen "zaměstnavatel"), a to do 30 kalendářních dnů ode dne zahájení výkonu prací. V případě, že tak zaměstnavatel v zákonné lhůtě neučinil, je povinen předložit návrh v nejbližším možném termínu. Práce do druhé kategorie zařazuje zaměstnavatel. Je povinen neprodleně oznámit příslušnému orgánu ochrany veřejného zdraví práce, které zařadil do druhé kategorie, a údaje rozhodné pro toto zařazení.
Ostatní práce, tedy práce nezařazené do druhé až čtvrté kategorie, se považují za práce kategorie první.
V případě změny podmínek výkonu práce, která má vliv na její zařazení do kategorie třetí nebo čtvrté, je zaměstnavatel povinen bezodkladně předložit příslušnému orgánu ochrany veřejného zdraví nový nebo upravený návrh.